# Parker (bedrijf)
Parker is een Amerikaans fabrikant van schrijfgerei sinds 1888. Parkerpennen worden onder andere gemaakt in de Verenigde Staten, Engeland, Canada, Denemarken, Mexico, Argentinië en Frankrijk.
Het bedrijf werd in 1888 opgericht door George Safford Parker. In 1993 werd Parker gekocht door de The Gillette Company, die al het merk Paper Mate in handen had. In 2000 verkocht Gillette zijn hele schrijfwarendivisie aan het bedrijf Newell Rubbermaid.

## Modellen

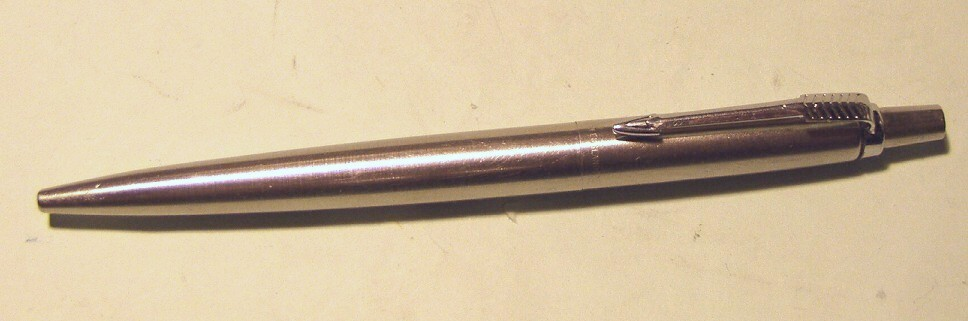
Parker Jotter balpen

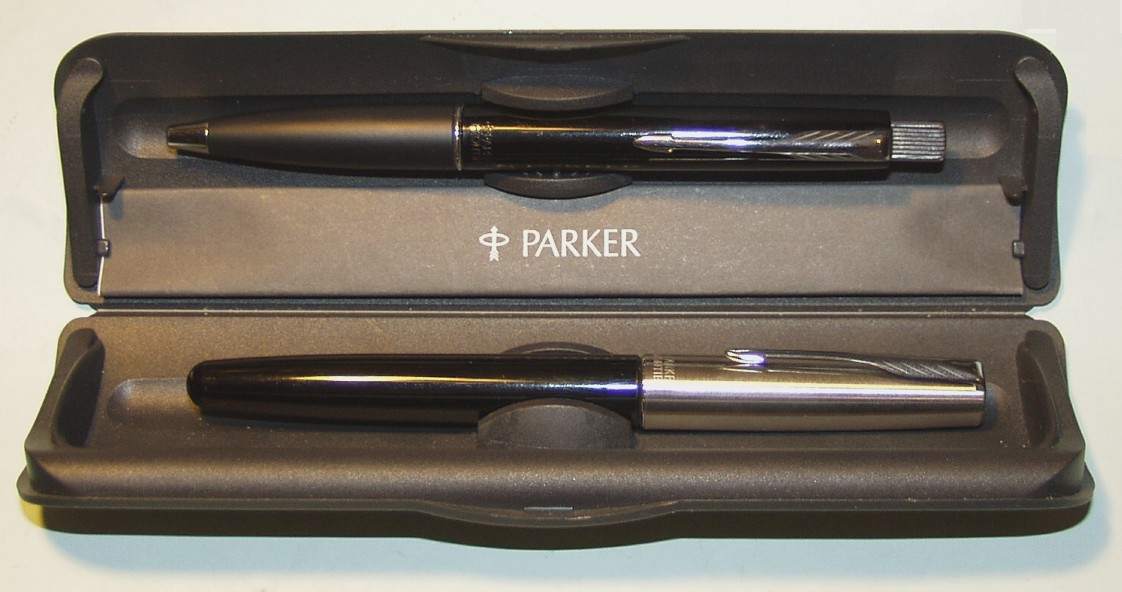
Parker Frontier balpen en vulpen

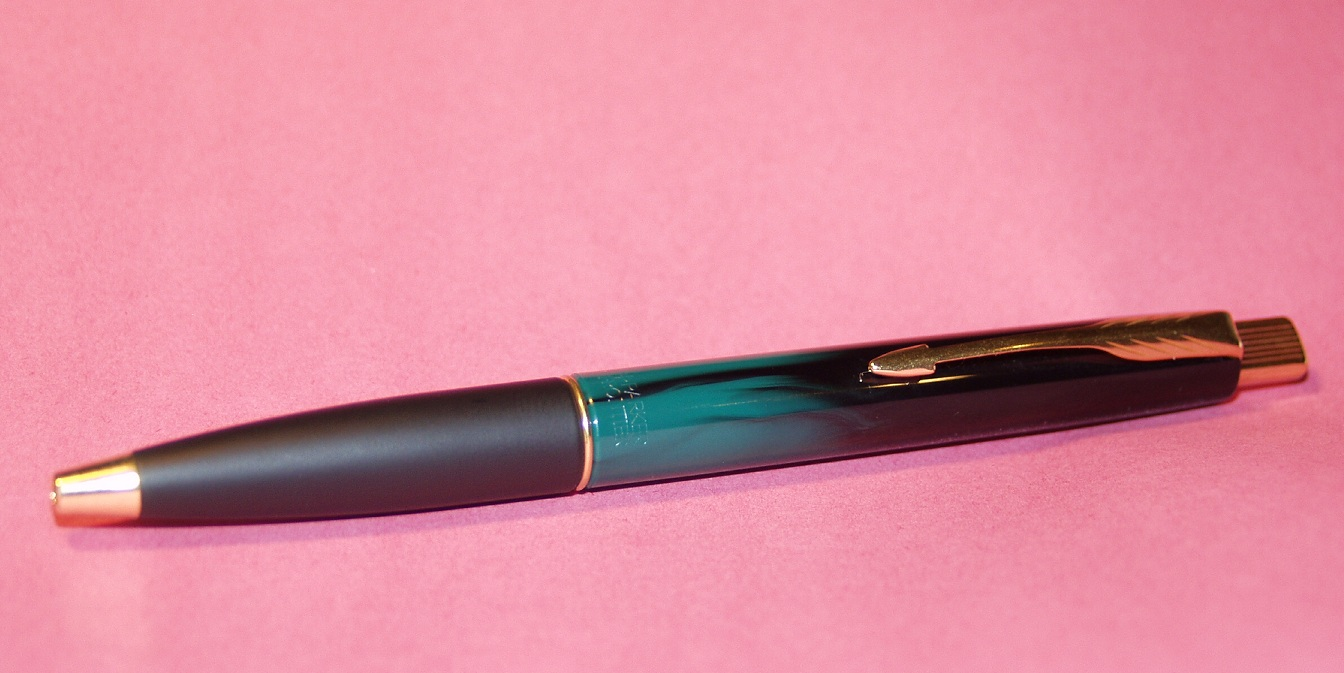
Parker Frontier jubileum uitvoering balpen

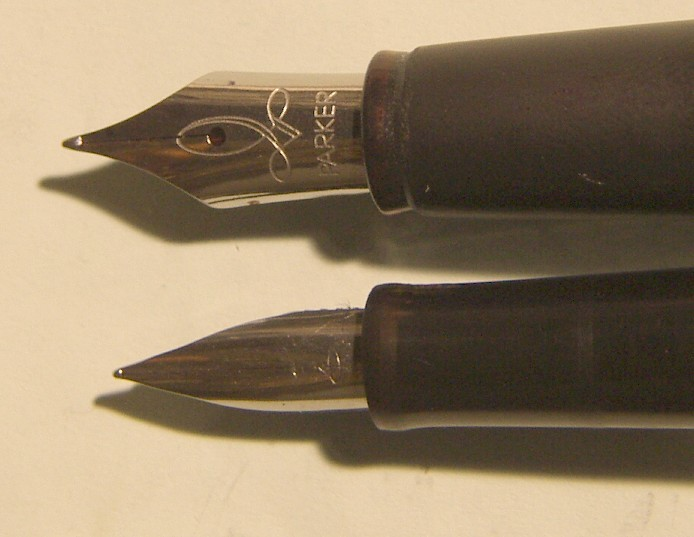
Parker Frontier en Parker Jotter vulpen

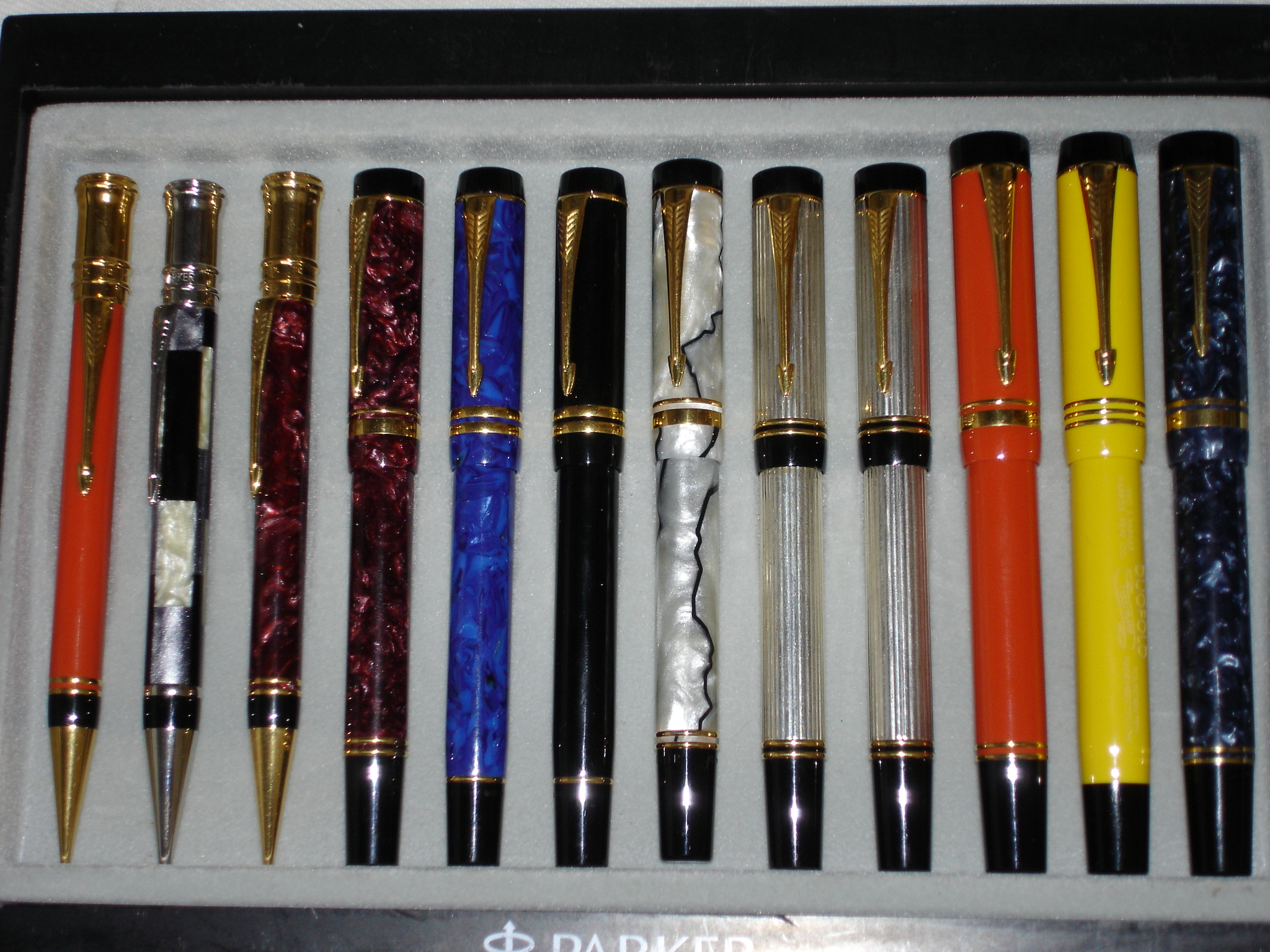
Parker Duofolds

Parker heeft in de loop der jaren een aantal modellen gelanceerd. De bekendste modellen zijn:
Parker Jotterde Parker Jotter is een wereldwijd bekende balpen die sinds 1954 wordt gemaakt, van dit model is ook een vulpen, rollerball en vulpotlood beschikbaar.
Parker Vectorde Vector is verkrijgbaar als vulpen, rollerball, balpen en vulpotlood en is vrij goedkoop.
Parker Sonnetmodern en klassiek vormgegeven. Parker Sonnet is echter wat duurder dan de andere pennen. Verkrijgbaar als vulpen (met stalen of gouden penpunt, rollerball, balpen, slim balpen, mini balpen en slim vulpotlood.
Parker Duofoldeen ontwerp uit de jaren 1920, dat in 1988 weer zijn intrede deed met de Parker Duofold Centennial (viering 100-jarige bestaan van parker).
Uit de Parker-serie is de Parker Duofold de duurste pen (gemiddeld 350 euro). Verkrijgbaar als vulpen in drie maten (Centennial, International en Demi), balpen, rollerball en vulpotlood. Ook worden de meeste limited edition pennen die Parker uitbrengt in het model Duofold uitgebracht.
In het einde van 2007 is het pennenmerk Rotring gestopt met het produceren van zijn luxepennen, een aantal van deze modellen is overgenomen door Parker. 